# Harland and Wolff
Harland and Wolff Heavy Industries Limited es un conocido astillero con sede en Belfast, Irlanda del Norte (Reino Unido), que se especializa en construcción naval, modular, civil, marina, creación de proyectos de ingeniería y desguazamiento de buques, propiedad de la empresa española Navantia. Entre las obras navales que ha construido en sus gradas, quizás el barco más famoso sea el RMS Titanic.

## Historia

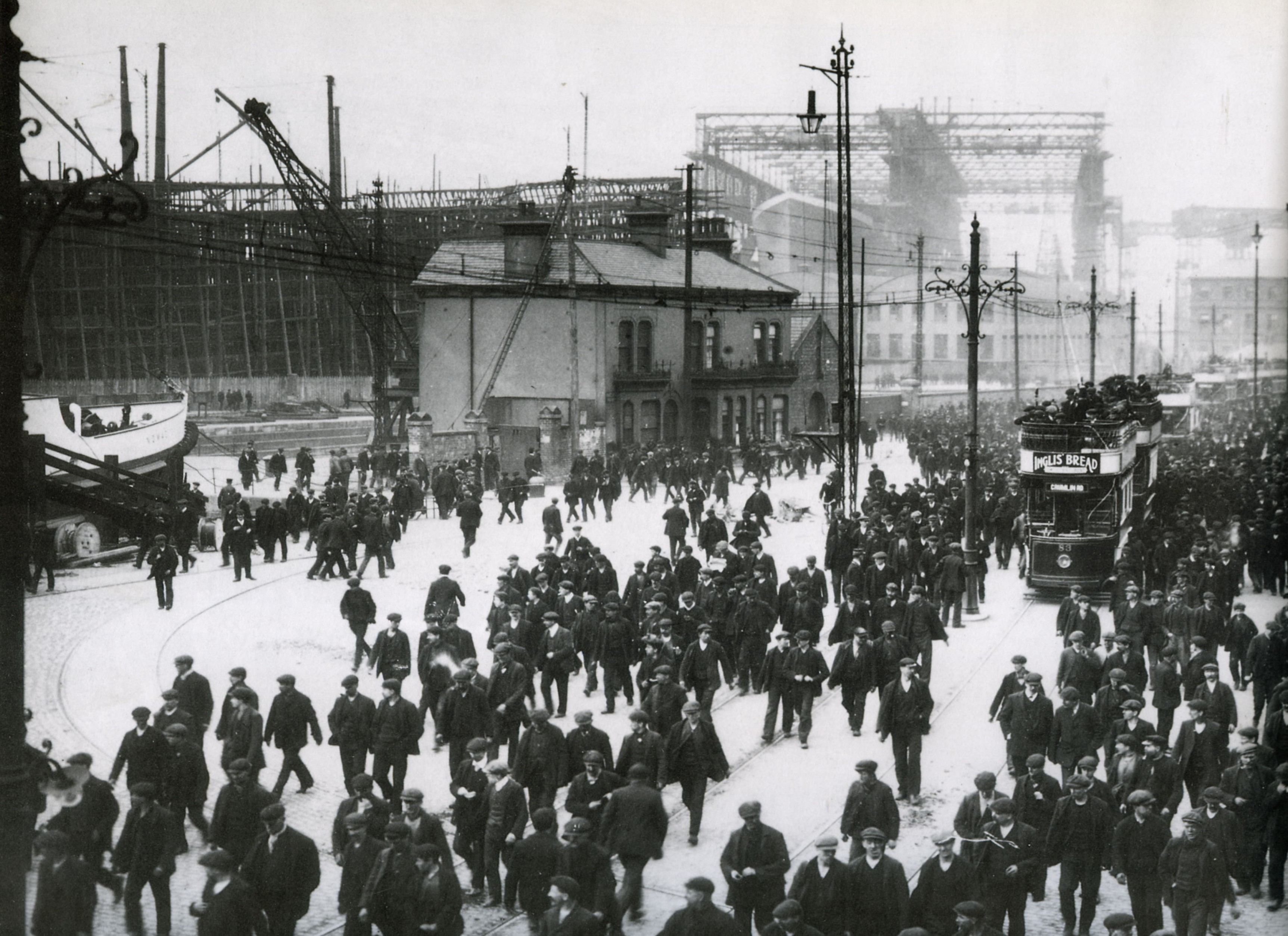
Los trabajadores saliendo del astillero en 1911. Al fondo se puede ver la proa del Titanic.

Harland and Wolff se fundó en 1861 por Edward James Harland (1831-1895) y Gustav Wilhelm Wolff (1834-1917). En 1858, Harland, entonces director general, compró el pequeño astillero situado en Queen's Island, entonces propiedad de Robert Hickson desde 1853. 
El astillero pronto creció, construyendo amplias instalaciones para la ingeniería y trabajos de arquitectura (que aún existen) y dos grandes dársenas o pórticos de construcción, empotrados en piso cementicio. 
Harland hizo un éxito de la empresa a través de varias innovaciones, en particular la sustitución de la cubierta superior de madera por una de hierro con los que se logró aumentar la solidez de los buques, incorporando la quilla reforzada con cuadernas más bajas y de sección cuadrada, que aumentaron su capacidad de carga. 
Harland & Wolff hizo un trato con la compañía naviera White Star Line asociándose con el ingeniero naval y empresario barón William Pirrie; de este modo, H & W gracias a su gestión construiría los buques de esa compañía a cambio de que no construyera buques de línea para las compañías rivales  (Cunard Line y Union Castle).
Edward James Harland murió en 1894 y William James Pirrie se convirtió en el presidente de la empresa hasta su muerte en 1924.  
Bajo la supervisión de Pirrie, se construyeron los famosos transatlánticos de la clase Olympic y varios navíos de guerra de renombre.

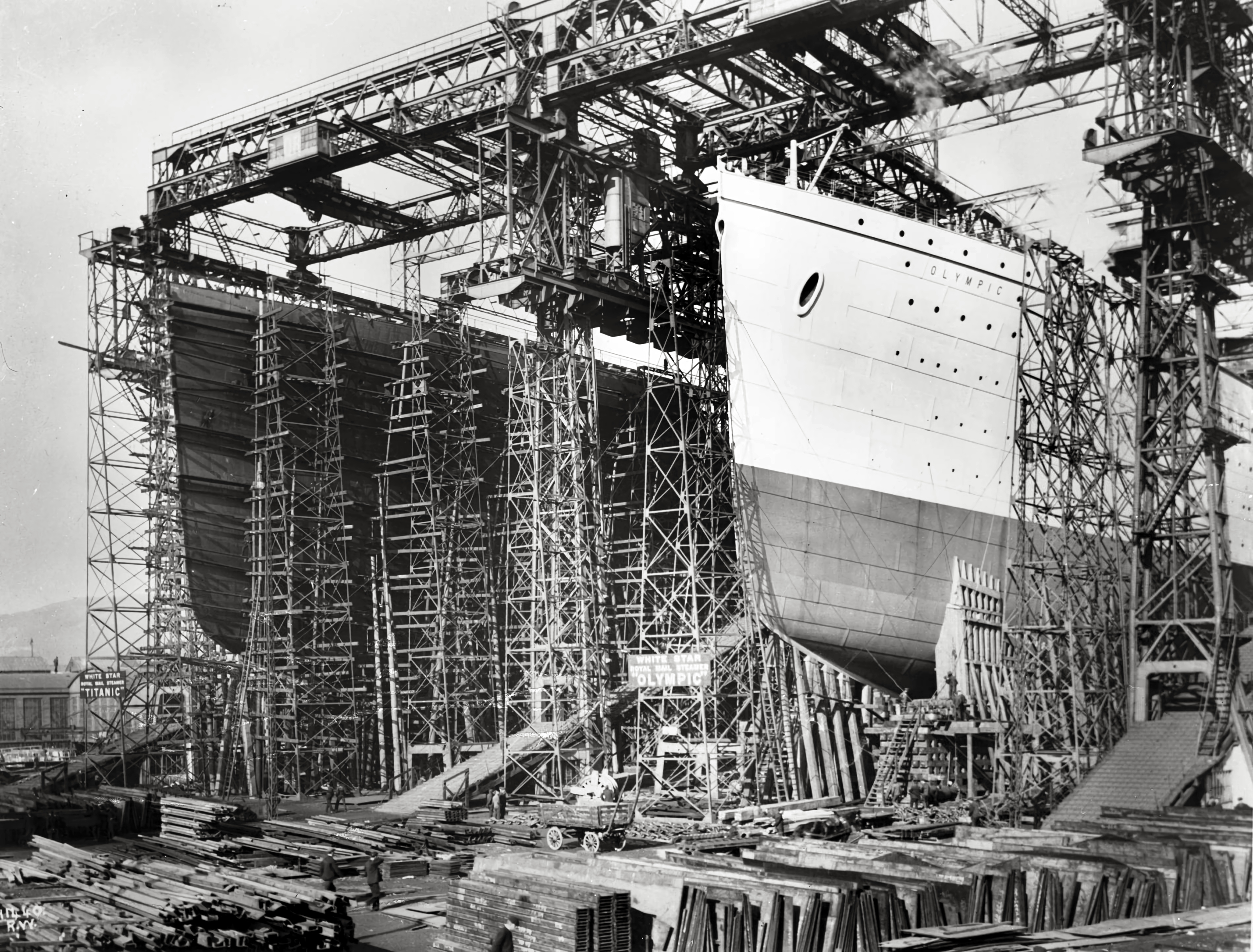
Dársena de construcción de la clase Olympic en 1910.

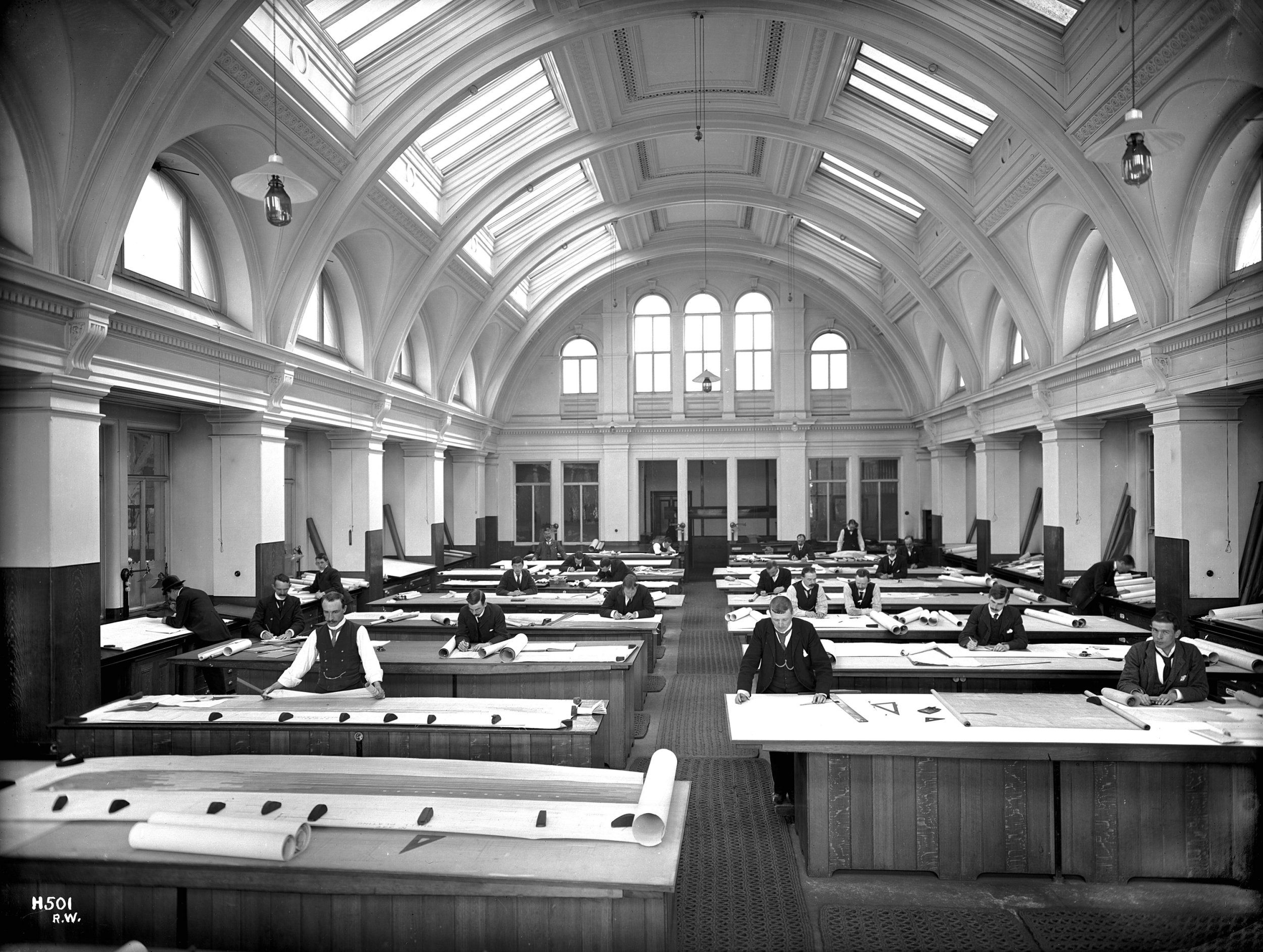
Fotografía de la casa de planos de H & W, en 1910.

Thomas Andrews también se convirtió en el director general y jefe del departamento de dibujo en 1907. Fue durante este período que la empresa construyó el RMS Olympic, su famoso y siniestrado buque hermano RMS Titanic y el HMHS Britannic entre 1909 y 1915.
William Pirrie se encargó de construir una enorme grúa pórtico y una grada para el proyecto. Estos fueron tres de los más de 70 buques construidos para la White Star Line por la empresa, los últimos fueron el MV Britannic en 1929 y el MV Georgic en 1932. 
La sede del astillero fue cambiada en 1962, cuando la empresa optó por consolidar sus operaciones en Belfast. Las edificaciones aún son visibles hoy en día.

### Los años de la guerra
Durante la Primera Guerra Mundial, Harland y Wolff construyó monitores y cruceros, entre ellos el HMS Glorious. 
En 1918, la empresa abrió un nuevo astillero en la parte oriental del Canal de Musgrave, que fue llamado Astillero East Yard. Este astillero especializado en la producción masiva de buques estándar de diseño desarrollado durante la Primera Guerra Mundial. 
La empresa inició una filial de fabricación de aviones en 1936. Su primera orden fue de 189 bombarderos Handley Page Hereford construidos bajo licencia de Handley Page para la Royal Air Force. 
El astillero estuvo muy ocupado durante la Segunda Guerra Mundial, con la construcción de 6 portaaviones, 2 cruceros (entre ellos el HMS Belfast) y otros 131 buques de guerra, y la reparación de más de 22.000 buques. 
También fabricó componentes de tanques y artillería. Fue durante este período que la fuerza de trabajo de la empresa llegó aproximadamente a 35.000 personas. Sin embargo, muchos de los buques construidos durante esta época fueron encargados al final de la Segunda Guerra Mundial.
Durante los tres primeros años de la guerra, Harland and Wolff se centró en la reparación de buques. El astillero de Queens Island fue muy bombardeado por la Luftwaffe en abril y mayo de 1941, causando daños considerables a las instalaciones de construcción naval y la destrucción de la fábrica de aviones. Los planos originales del Titanic se perdieron en un incendio en aquella aciaga época.

### Posguerra y declive
Con el aumento de la potencia del avión a chorro, a finales de 1950, la demanda de buques disminuyó. Esto, junto con la competencia de Japón, dio lugar a dificultades para la industria naval británica. El último barco que la empresa construyó fue el SS Canberra en 1960. 
En la década de 1960, fue realizado con notable éxito el petrolero Myrina, que fue el primer superpetrolero construido en el Reino Unido, y el buque más grande jamás lanzado un varadero (septiembre de 1967). En el mismo período, el astillero también construye la plataforma de perforación mar semisubmersible Quest, que, debido a su diseño de tres patas, se puso en marcha en paralelo tres gradas. Esta fue una primera y única vez que esto fue hecho. 
A mediados de los años 1960, el gobierno británico inició la promoción de los préstamos y las subvenciones a los astilleros británicos para preservar puestos de trabajo. Parte de este dinero se utilizó para financiar la modernización del astillero, lo que le permitió construir la más grande flota mercante después de la guerra,  los buques mercantes con un total de 333.000 toneladas. Sin embargo, dio lugar a continuos problemas de la empresa como parte de la sindicalización y nacionalización de los astilleros navales británicos en 1977. 
La empresa fue adquirida desde el gobierno británico en 1989 en una gestión y los empleados-en asociación con el magnate noruego de transporte marítimo Fred Olsen, llevando a una nueva empresa llamada Harland y Wolff Holdings PLC. En ese momento, el número de personas empleadas por la empresa se había reducido a un décimo,  alrededor de 3000. 

### Actualidad

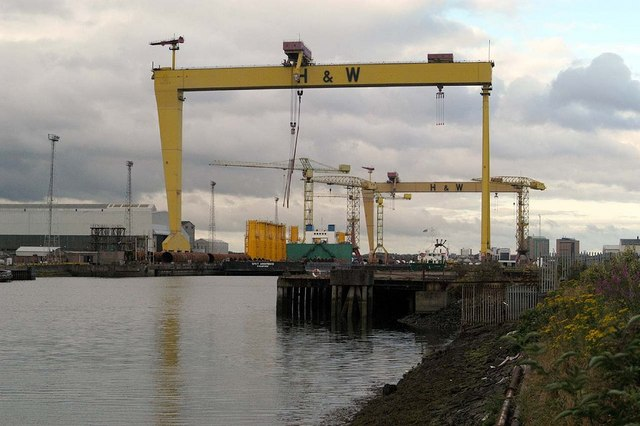
Los astilleros en la actualidad.

Para los próximos años, Harland y Wolff incursiona en la construcción de los petroleros Suezmax estándar, y ha continuado a concentrarse en los buques en alta mar para la industria de petróleo y gas. Que ha hecho algunas incursiones fuera de este mercado. La empresa ofertó, sin éxito, una contra oferta de Chantiers de l'Atlantique para la construcción de la nueva línea de Cunard, el Queen Mary 2. 
El astillero se encuentra principalmente en el área protestante del este de Belfast, para la mayor parte de su historia, los trabajadores de Harland y Wolff eran casi exclusivamente protestante. 
En ciertos momentos, los católicos que trabajan en el astillero provocaron la discriminación  religiosa y, en ocasiones, violentos ataques y amenazas. Si bien hay pocas pruebas concretas de la presente (salvo en el caso de Maurice O'Kane que fue filmado por la Fuerza de Voluntarios del Ulster), algunos trabajadores Católicos insisten en su exactitud. 
El caso O'Kane, mientras que se produzcan dentro de la astillero, no se llevó a cabo por cualquiera de las O'Kane Sr. compañeros de trabajo y, de hecho, un número de trabajadores de ambos lados de la división han afirmado que la clase obrera, principalmente la situación de los trabajadores del astillero unidos, independientemente de su afiliación política y religiosa. 
En el decenio de 1990, el astillero es parte de la continuación, el equipo de British Aerospace para la Marina Real del futuro portador (CVF) del programa. Estaba previsto que el buque se construyó en Belfast. Sin embargo en 1999 se fusionó con BAe Marconi Electronic Systems. La nueva empresa, BAE Systems Marine, ahora el propio ex Marconi en los astilleros de Barrow y el Clyde y es probable que la construcción de los buques en uno de estos.

### Reestructuración
Harland y Wolff trató de cambiar y ampliar sus negocios, centrándose menos en la construcción naval y más en el diseño y la ingeniería estructural, así como la reparación de buques , los proyectos de construcción en alta mar y otros proyectos que compiten por hacer con el metal de ingeniería y construcción. Esto condujo a Harland y Wolff, la construcción de una serie de puentes en Gran Bretaña y también en la República de Irlanda, basándose en el éxito de su primera incursión en el sector de la ingeniería civil con la construcción del Puente de Foyle y otras como la restauración de la de Dublín ha 'Puente centavo. 
Harland y Wolff el último proyecto de construcción naval (hasta la fecha) fue el punto MV yunque, de 6 de un punto cerca de idéntica clase marítimo buques construidos para su uso por el Ministerio de Defensa. El buque, construido bajo el sub-contrato del alemán navales Flensburger Schiffbau-Gesellschaft, se puso en marcha en 2003. 
Belfast horizonte todavía está dominado hoy por Harland y Wolff el famoso dos grúas de pórtico, Sansón y Goliat, construido en 1974 y 1969, respectivamente. También hay especulaciones sobre un resurgimiento de la prosperidad de los astilleros gracias a la diversificación de la empresa en las nuevas tecnologías, en particular en el desarrollo de energías renovables, tales como las turbinas eólicas en el mar y las mareas de energía de construcción, que puedan brindar una oportunidad para mejorar aún más la fortuna en la empresa a largo plazo. Por ejemplo, el Reino Unido tenía previsto construir 7.500 nuevas turbinas eólicas en el mar entre 2008 y 2020, creando una gran demanda de trabajo pesado de montaje. A diferencia de la tierra a base de turbinas eólicas, que se produce en el lugar de montaje, turbinas eólicas en el mar tienen parte de su reunión realizada en un astillero y, a continuación, la construcción de barcazas de transporte secciones de la torre, rotores, góndolas y al sitio de construcción y el montaje final. 
En los últimos años la empresa ha visto su volumen de trabajo relacionadas con el buque aumentar ligeramente. Harland & Wolff, mientras que no tenga ninguna participación en los proyectos de construcción naval en el futuro previsible, la empresa es cada vez más involucrados en la revisión, re-montaje y reparación de buques, así como la construcción y reparación de equipo off-shore, como las plataformas petrolíferas. A finales de 2007, el "Goliat" de grúas de pórtico se volvió encargado, después de haber sido madres Balled en 2003 debido a la falta de trabajos pesados de elevación en el patio. 
En marzo de 2008, la construcción del mundo comercial de la primera turbina de flujo de mareas, corrientes marinas de las turbinas, se terminó en el astillero de Belfast. La instalación del sistema de mareas 1.2MW SeaGen se inició en Strangford Lough en la tercera de abril de 2008. 
En junio de 2008, reunión de trabajo en el astillero de Belfast está en marcha en 60 Vestas V90-3MW aerogeneradores para el Parque Eólico Robin Rigg. Este fue el segundo parque eólico offshore ensambladas por la empresa para Vestas.
Tras los continuos problemas económicos, en 2025 la empresa pública española Navantia, a través de su filial Navantia UK, adquirió la totalidad de la empresa y sus cuatro astilleros.

## Lista de algunos de los principales buques construidos por Harland and Wolff
Buques de línea
| - SS Venetian, primer vapor construido por Harland & Wolff en 1860. - RMS Oceanic, botado el 27 de agosto de 1870. - SS Republic, botado en 1871. - SS Germanic, botado en 1875. - RMS Teutonic, botado el 19 de enero de 1889. - RMS Majestic, botado el 29 de junio de 1889. - SS Naronic, botado el 16 de mayo de 1892. - SS Minnehaha, construido en 1900, hundido en 1917. - RMS Celtic, botado el 4 de abril de 1901. - SS Noordam, botado en 1901. - RMS Republic, botado en 1903. - USS Republic, botado en 1903. - SS Amerika, botado en 1905. - RMS Olympic, hermano del Titanic, iniciado en 1908 y botado en octubre de 1910. Fue desguazado en 1935. - SS Nomadic, botado el 25 de abril de 1911, transbordador del Titanic y del Olympic. Es el único barco sobreviviente de la White Star Line. - SS Traffic, hermano gemelo del Nomadic, botado el 27 de abril de 1911, transbordador del Titanic y del Olympic. Hundido en enero de 1941. - RMS Titanic, iniciado en 1908, botado el 31 de mayo de 1911 y hundido el 15 de abril de 1912. - SS Ceramic, botado el 11 de diciembre de 1912. - HMHS Britannic, hermano del Titanic, iniciado el 30 de noviembre de 1911, botado el 26 de febrero de 1914 y hundido el 21 de noviembre de 1916. - RMS Arundel Castle, que se inició el 11 de septiembre de 1919. - RMS Mooltan, botado el 15 de febrero de 1923. - RMS Maloja, botado el 19 de abril de 1923. - SS Minnewaska, viaje inaugural 1 de septiembre de 1923. - SS Laurentic, botado en 1927. - TSMV Wanganella, botado el 17 de diciembre de 1929. - MV Empire Abercorn, botado el 30 de diciembre de 1944. - MV Bloemfontein Castle, botado el 24 de agosto de 1949. - SS Canberra, botado el 16 de marzo de 1960. | Portaaviones: - HMS Formidable (R67) - HMS Eagle (R05) - HMS Unicorn (I72) - HMS Glorious (R62) - HMS Warrior (R31) - HMCS Magnificent (CVL 21) - HMCS Bonaventure (CVL 22) - HMS Centaur (R06) - HMS Bulwark (R08) Cruceros varios: - HMS Penelope (97) - HMS Belfast (C35) - HMS Black Prince (81) - HMCS Ontario (C53) |